# چارباریا
چارباریا (به لاتین: Charbaria) یک روستا در بنگلادش است که در استان باریسال و در ناحیه باریسال واقع شده است.